# Паршин, Георгий Михайлович
Гео́ргий Миха́йлович Па́ршин (23 мая 1916 — 13 марта 1956) — советский военнослужащий, участник Великой Отечественной войны, дважды Герой Советского Союза, командир эскадрильи штурмовой авиации, майор, лётчик-испытатель.

## Биография
Георгий Михайлович Паршин родился в селе Сетуха  ныне Залегощенского района Орловской области в крестьянской семье. Работал слесарем-электриком рельсобалочного цеха завода им. Петровского (Днепропетровск).
В 1936 году поступил в Днепропетровский аэроклуб, в 1937 году окончил Херсонскую школу лётчиков-инструкторов Осоавиахима, а в 1939-м Высшую парашютную школу в Тушино, после чего работал парашютного дела в аэроклубах в Днепропетровске, Грозном и Чебоксарах. С апреля 1941 года Паршин начал работу лётчиком-инструктором в аэроклубе Свердловского района Москвы.
В 1941 году был призван в Красную Армию. Начал службу лётчиком-инструктором 28-го запасного авиационного полка.
С января 1942 года Георгий Паршин на фронтах Великой Отечественной войны в должности лётчика 65-го штурмового авиационного полка (Центральный фронт). В 1943 году окончил курсы усовершенствования офицерского состава и был направлен на Ленинградский фронт командиром эскадрильи 943-го штурмового авиационного полка.
Из блокадного Ленинграда Георгий Паршин неоднократно совершал вылеты для разведки и нанесения штурмовых ударов по дальнобойным орудиям противника. С началом наступления Ленинградского фронта, он с товарищами проводил штурмовку позиций противника, уничтожал орудия и танки. Только за первые сутки наступления он совершил 5 боевых вылетов.
В вылете на авиаразведку в район Кингисеппа был подбит самолёт лучшего друга Андрея Кизимы, и Георгий Паршин до самого аэродрома прикрывал его от обстрелов зенитной артиллерии. На следующий день Паршин и Кизима вылетели на штурмовку большой группы танков. Во время боя эскадрилья была атакована самолётами противника. Кизима, спасая товарища, сбил один из них. Тем не менее, самолёт Паршина был подбит и до линии фронта дотянуть не смог. Самолёт упал на лес. Паршину и его стрелку Бондаренко удалось выскочить из горящего самолёта. В лесу они встретили разведчиков, которые выполняли задание по взятию пленного. Вместе с ними Паршин и Бондаренко, после выполнения разведчиками задания, на следующий день вернулись к своим.
По возвращении в полк Георгий Паршин получил новый самолёт, который был куплен на средства ленинградок Бариновых. На левом борту самолёта было написано «Месть Бариновых», на правом — «За Ленинград!». В первом же вылете на новом самолёте Паршин сбил самолёт противника. К марту 1944 года майор Паршин совершил 138 боевых вылетов на штурмовку живой силы и техники противника.
Звание Героя Советского Союза ему было присвоено 9 августа 1944 года. За последующие 96 вылетов и 10 сбитых самолётов противника 19 апреля 1945 года он был удостоен второй медали «Золотая Звезда». Во время боёв за освобождение Эстонии Паршин был назначен командиром авиационного штурмового полка. Войну Георгий Паршин заканчивал под Кёнигсбергом: прикрывал высадку десанта на косу, штурмовал морские и наземные цели.
В 1946 году майор Георгий Паршин по состоянию здоровья демобилизовался из рядов Советской армии. Работал лётчиком в транспортном отряде Министерства авиационной промышленности. В 1950 году начал работать лётчиком испытателем на авиационном заводе № 30 (Москва). В 1952 году перешёл на работу в Научно-исследовательский институт самолётного оборудования (НИСО), испытывал различные системы и оборудование. 13 марта 1956 года при испытании самолёта Ил-28 он погиб.
Похоронен в Москве на Ваганьковском кладбище. Могила на 39-м участке, на ней установлен памятник с бюстом.

## Награды
- Дважды Герой Советского Союза (медали «Золотая Звезда» № 4345 и № 40);
- Орден Ленина;
- четыре ордена Красного Знамени;
- орден Суворова 3-й степени;
- орден Александра Невского;
- орден Отечественной войны 1-й степени;
- медали;
- Крест лётных заслуг (США)[4].

## Память
- Улица Паршина в Москве.
- Улица Паршина в Днепре.
- Бронзовый бюст Героя установлен в посёлке Залегощь Орловской области (скульптор А. С. Кондратьев)[5].
- Улица Лётчика Паршина в Санкт-Петербурге.
- Лицей №28 имени Дважды Героя Советского Союза Г. М. Паршина в Орле